# Royaume zoulou
Cet article concerne l'ancien royaume d'Afrique australe. Pour les autres significations, voir Zoulouland.
 (juillet 2016).
Si vous disposez d'ouvrages ou d'articles de référence ou si vous connaissez des sites web de qualité traitant du thème abordé ici, merci de compléter l'article en donnant les références utiles à sa vérifiabilité et en les liant à la section « Notes et références ».
1816–1887
Entités précédentes :
- Confédération Mthethwa

Entités suivantes :
- République de Natalia
- Nieuwe Republiek
- Colonie du Natal

Le Royaume zoulou, parfois désigné sous le terme d'Empire zoulou (ou assez imprécisément Zoulouland) est un ancien territoire d'Afrique australe dominé par les Zoulous, situé originellement le long de la côte de l'océan Indien entre la rivière Tugela au sud et la rivière Pongola au nord, au nord-est de l'actuelle province du KwaZulu-Natal en Afrique du Sud.
En 1970 est créé, dans le cadre de l'apartheid, le bantoustan KwaZulu. La région est réintégrée dans l'Afrique du Sud en 1994 et compose aujourd'hui la province du KwaZulu-Natal.

## Organisation politique
Organisé selon un système monarchique, le petit royaume domine au XIXe siècle une grande partie de l'Afrique australe, principalement l'actuelle province du KwaZulu-Natal en Afrique du Sud, avant d'entrer en conflit avec les Voortrekkers dans les années 1830 puis avec l'Empire britannique dans les années 1870. Défait durant la guerre anglo-zouloue, le royaume est ensuite annexé à la colonie du Natal, constitutive de l'Union sud-africaine en 1910.
À l'origine un clan mineur du groupe Nguni, fondé vers 1709 par Zulu kaNtombhela, le Royaume zoulou connaît son apogée durant le règne de Chaka, qui devient une des grandes figures épiques de l'Afrique australe au xixe siècle.

## Fondation et apogée

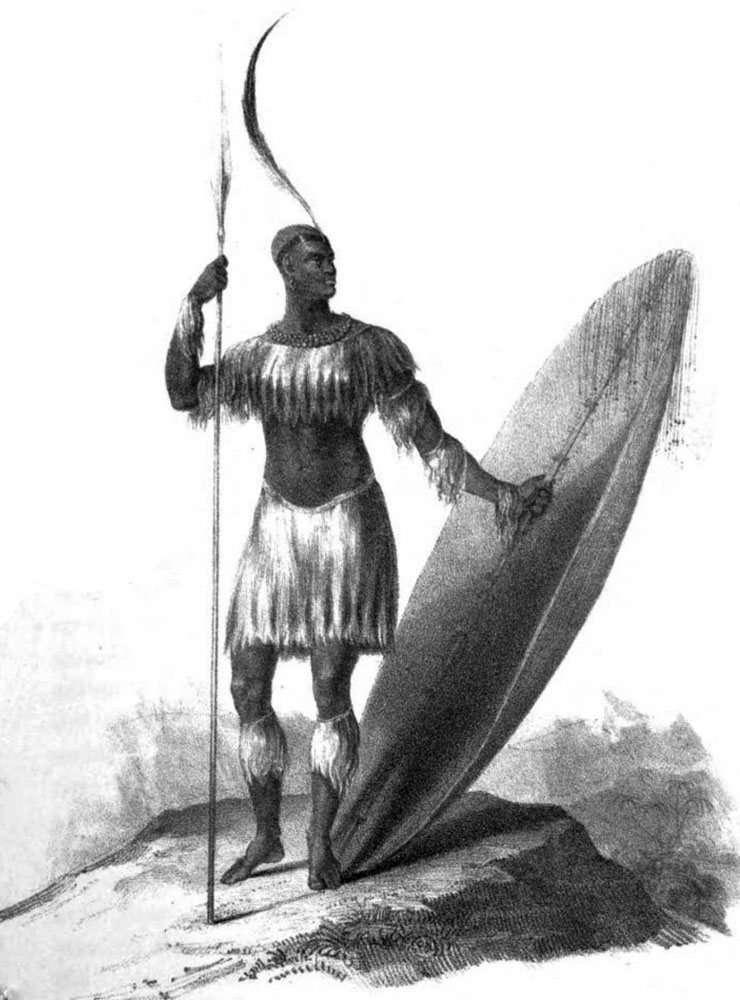
Chaka Zoulou par James King.

### Création

Carte illustrant l'ascension de l'Empire zoulou sous Chaka (1816-1828) dans l'Afrique du Sud actuelle.

Chaka est le fils illégitime de Senzangakona, alors chef des Zoulous. Il naît en 1787. Lui et sa mère, Nandi, sont bannis par Senzangakona et trouvent refuge chez les Mthethwa. Chaka sert en tant que guerrier sous Dingiswayo, chef des Mthethwa.
Lors de la mort de Senzangakona en 1816, Chaka accède au trône du peuple zoulou avec l'aide de Dingiswayo.
Chaka est à l'initiative de diverses réformes militaires, sociales, culturelles et politiques, en centralisant les pouvoirs au sein de l'État zoulou et en y pratiquant une véritable hiérarchie. Ses réformes les plus importantes sont celles de son armée, avec des tactiques innovantes ainsi que des nouvelles armes qu'il conçoit lui-même, et de son bras de fer avec les chefs spirituels. En coupant les ailes et les griffes des sorciers-guérisseurs, il assure efficacement la soumission de l'« Église Zulu » à l'État.
Une autre réforme importante est d'intégrer les clans battus dans le peuple zoulou sur la base d'une égalité totale, les promotions dans l'armée et les services civils devenant la conséquence du mérite plutôt que de l'ascendance.
En 1818, après le décès de Dingiswayo, dirigeant de la fédération Mthethwa, tué par Zwide, le roi des Ndwandwe, Chaka devient le chef de l'alliance mthethwa. Il vainc les Ndwandwe à la bataille de Gqokli Hill en 1818, puis, à la bataille de la rivière Mhlatuze en 1819, il réussit à briser leur alliance. C'est un événement majeur du Mfecane, où un grand nombre de tribus fuient devant les Ndwandwe, eux-mêmes fuyant les Zoulous. Le royaume de Chaka assimile les tribus conquises, mais surtout les femmes et les enfants. En 1825, Chaka dirige un important royaume couvrant un large territoire s'étendant de l'océan à l'Est aux montagnes du Drakensberg à l'Ouest, et d'East London au sud à la rivière Pongola au Nord, couvrant presque 30 000 km2.
Chaka, qui a des relations avec les nouveaux explorateurs anglais, se rend compte que les Blancs constituent une menace pour les locaux, par conséquent il met en place un programme intensif d'éducation pour permettre au peuple de rattraper son retard sur les Européens.[réf. nécessaire]

### Ascension de Dingane
Chaka est tué en 1828 par ses deux demi-frères, Dingane et Mhlangana. Après l'assassinat, Dingane tua Mhlangana et s'empare du trône. L'une de ses premières mesures est d'exécuter l'ensemble de la famille royale. La seule exception est un autre demi-frère, Mpande qu'il considère trop faible pour être une menace. Durant plusieurs années, il condamne à mort la plupart des anciens partisans de Chaka dans le but d'assurer sa suprématie. Dingane organise l'exécution de Piet Retief et de nombreux trekboers en 1838. Il est à son tour assassiné en 1840 par Zulu Nyawo, Sambane et Nondawana près d'Ingwavuma (en).

### Affrontement avec les Voortrekkers et ascension de Mpande

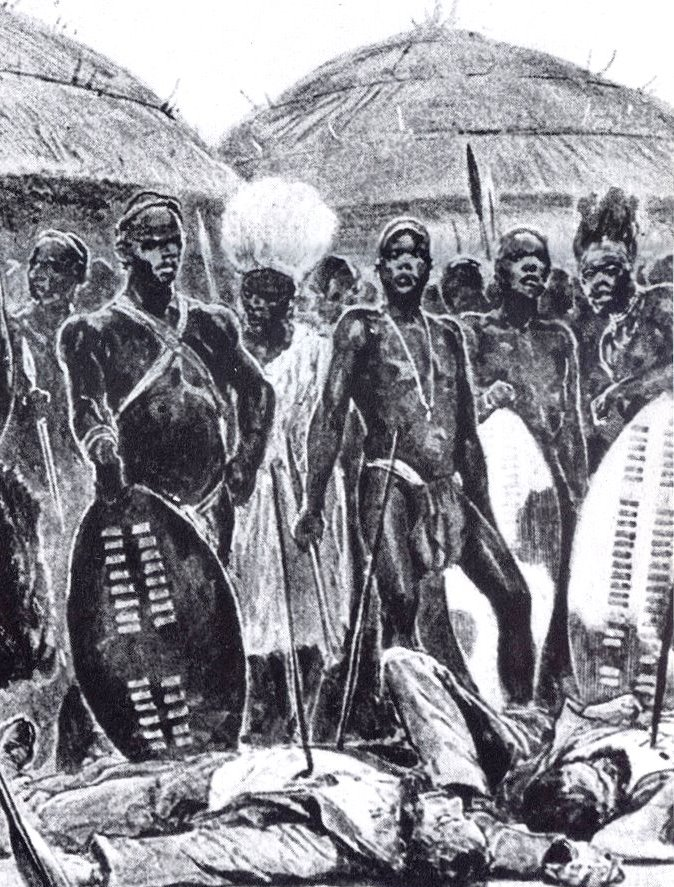
Dingane ordonne le massacre du groupe de Voortrekkers de Piet Retief.

En octobre 1837, le chef des Voortrekkers, Piet Retief rend visite à Dingane dans son kraal royal, uMgungundlovu, pour négocier une terre pour les Voortrekkers.
En novembre, environ mille chariots voortrekkers descendent des montagnes du Drakensberg dans ce qui est aujourd'hui le KwaZulu-Natal.
Dingane demande que Retief et ses hommes rendent le bétail volé par les Voortrekkers à un chef local. Retief obtempère le 3 février 1838.
Les chefs boers tentent alors de négocier un traité de coexistence pacifique avec le roi Dingane. Ils souhaitent par ailleurs la cession aux Voortrekkers par le roi Zoulou de terres au sud de la rivière Tugela jusqu'à la rivière Mzimyubu. Le 6 février 1838, Piet Retief, son fils, et soixante-dix de leurs compagnons acceptent l'invitation du Roi zoulou à son kraal pour un banquet. Ils acceptent de venir sans armes en vertu des coutumes locales. C'est au milieu d'une danse zouloue que Dingane s'écrie : « Bambani aba thakathi ! » (« Tuez ces sorciers ! »). Les Voortrekkers sont alors tous massacrés à coup de pierres et de bâtons, leurs corps empalés et livrés aux charognards sur la colline kwaMatiwane. Retief assiste à la mort de son fils et de tous ses compagnons avant d'être abattu en dernier.
L'armée de Dingane attaque et massacre ensuite plusieurs groupes de Boers. À Blaauwkrans et Boesmanspruit, 280 Boers et 200 métis, hommes, femmes et enfants, sont ainsi massacrés par les armées zoulous tout comme lors du massacre de Weenen (« soupirs » en afrikaans) où 500 femmes et enfants voortrekkers subissent le même sort.
Alertés par des survivants, les familles boers se rassemblent autour d'Andries Pretorius, un riche fermier venant de Graaff-Reinet, et de Sarel Cilliers.
Le 16 décembre 1838, une grande confrontation a lieu entre 15 000 Zoulous et 470 Boers (accompagnés de 340 métis) repliés derrière leurs chariots rangés en cercle (laager). La bataille de Blood River se termine par une véritable hécatombe pour les Zoulous (3 000 tués) dont le sang colore de rouge la rivière Ncome, dorénavant appelée Blood River.
Après cette défaite, Dingane brûle son kraal royal et s'enfuit au nord.
Mpande, le demi-frère épargné de Dingane, fait défection et s'allie à Pretorius. Ensemble, ils entrent en guerre contre Dingane. Celui-ci est assassiné près de l'actuelle frontière du Swaziland. Mpande prend alors la tête de la nation zoulou.

### Avènement de Cetshwayo

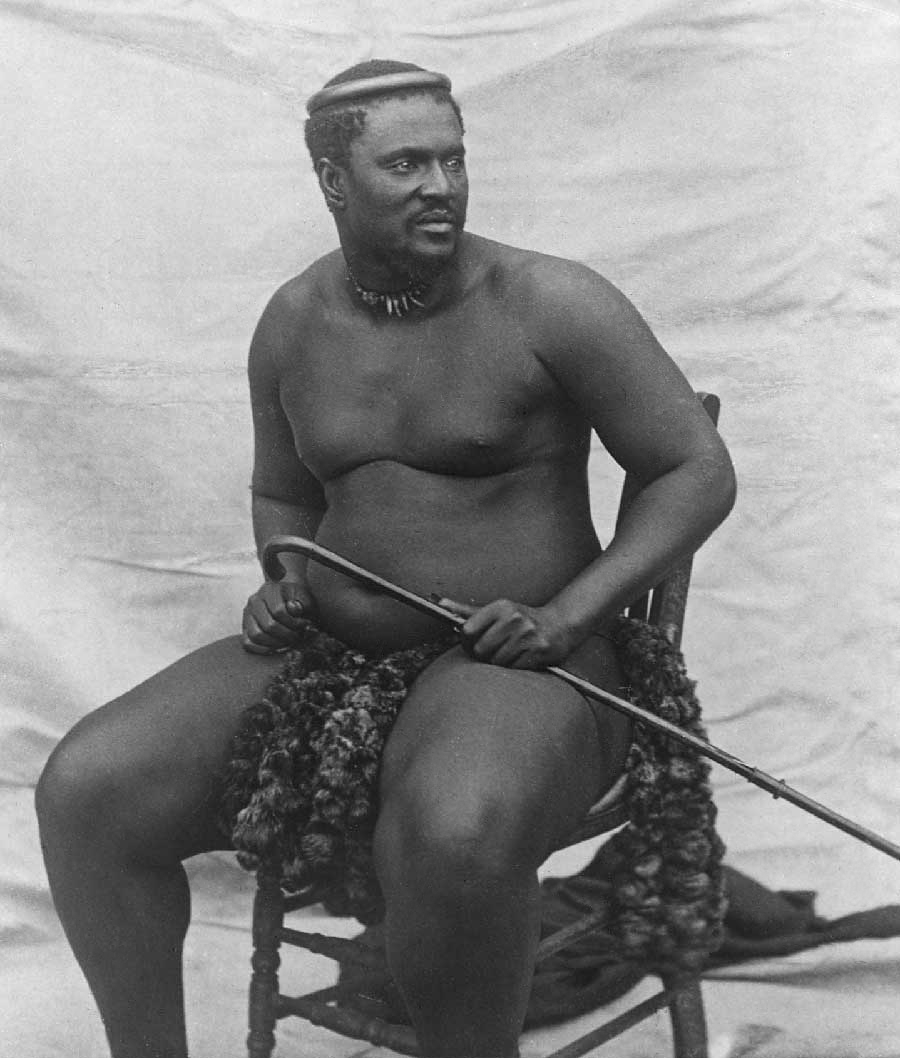
Cetshwayo.

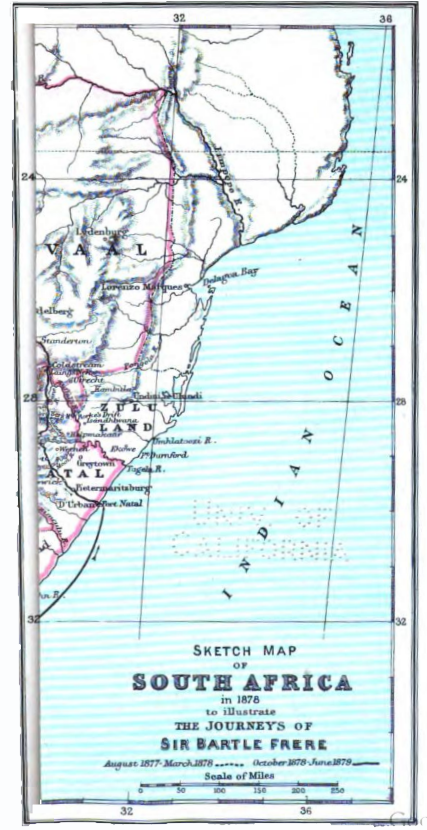
Le Zoulouland en 1878 avant la guerre anglo-zouloue.

Après la campagne contre Dingane, les Voortrekkers forment la république boer de Natalia, au sud de la rivière Tugela et à l'ouest de la colonie britannique de port Natal (aujourd'hui Durban). Mpande et Pretorius maintiennent des relations amicales. Cependant en 1842, la guerre éclate entre les Britanniques et les Boers, ce qui se solde par l'annexion de Natalia par les Britanniques. Mpande fait alors allégeance aux Britanniques et garde par la suite de bonnes relations avec eux.
En 1843, Mpande ordonne la chasse aux Zoulous accusés de dissidence. Il en résulte un nombre très important de morts et la fuite de milliers de réfugiés dans les pays voisins (y compris dans la colonie du Natal). La plupart des réfugiés s'enfuient avec le bétail. Mpande mène alors des raids dans les terres voisines, il en résulte l'annexion du Swaziland en 1852. Cependant, les Britanniques exigent qu'il se retire, ce qu'il fait aussitôt.
À cette époque, une guerre de succession fait rage entre les deux fils de Mpande, Cetshwayo et Mbuyazi. Elle se termine en 1856 avec la bataille qui laissa Mbuyazi pour mort. Dès lors, Cetshwayo usurpe l'autorité de son père. En 1872, Mpande meurt de vieillesse et Cetshwayo s'empare du trône.

## Fin du royaume

### Guerre anglo-zouloue
Le 11 décembre 1878, Henry Bartle Frere, alors gouverneur de la Colonie du Cap, fait délivrer un ultimatum aux quatorze chefs représentant Cetshwayo, sans l'approbation du gouvernement britannique. Les clauses de l'ultimatum étant inacceptables pour le roi zoulou, il ne répond pas et, le 11 janvier 1879, les forces britanniques envahissent le Zoulouland. Le 22 janvier 1879, les Zoulous défont les Britanniques à la bataille d'Isandhlwana mais ils sont à leur tour sévèrement battus le lendemain à Rorke's Drift. La guerre se termine par la défaite zoulou du 4 juillet 1879 à Ulundi.

### Mort de Cetshwayo
Cetshwayo est capturé un mois après sa défaite et exilé au Cap. Les Britanniques confient alors les pouvoirs à treize sous-rois (ou roitelets), chacun ayant son propre royaume. Rapidement, des conflits apparaissent entre ces royaumes. En 1882, Cetshwayo est autorisé à se rendre en Angleterre, où il obtient audience auprès de la reine Victoria et d'autres importantes personnalités, puis il retourne au Zoulouland pour y être investi à nouveau.
En 1883, Cetshwayo est fait roi d'un territoire tampon, bien moindre que le royaume d'origine. À la fin de l'année 1883, il est attaqué à oNdini par Zibhebhu, l'un des treize roitelets, soutenu par des mercenaires boers. Cetshwayo est blessé et s'enfuit, puis meurt en février 1884, probablement empoisonné. Son fils Dinuzulu, alors âgé de quinze ans, est alors intronisé.

### Dinuzulu, alliance avec les Boers du Transvaal
Après leurs défaites aux batailles de la Msebe et d'oNdini et la fuite suivie du décès du roi Cetshwayo, ses partisans, appelés les uSuthu, dirigés désormais par son fils Dinuzulu, s'allient avec les Boers du Transvaal. Ceux-ci lui envoient une troupe d'une centaine d'hommes commandés par Lukas Meyer et qui se font appeler les « volontaires de Dinuzulu » (le futur général et homme politique Louis Botha sert dans cette unité). Les alliés prennent l'offensive et remportent la bataille décisive du conflit aux pieds des pentes du mont Tshaneni, le 5 juin 1884.
La victoire des uSuthu est toutefois chèrement payée : le 16 août 1884, Dinuzulu, honorant ainsi les promesses faites à ses alliés boers, leur donne d'une part d'importantes terres au Zoulouland, où ils fondent la Nouvelle République (Nieuwe Republiek), et leur concède d'autre part une sorte de protectorat sur une grande partie du reste de son royaume.
Par la suite, Dinuzulu est impliqué dans divers conflits avec ses rivaux. En 1906, il est accusé par les Anglais d'être à l'origine de la révolte de Bambatha. Il est alors arrêté et condamné à dix ans d'emprisonnement à l'île Sainte-Hélène. Quand l'Union sud-africaine est formée, Louis Botha en devint le premier ministre, et il s'arrange pour que son vieil allié puisse vivre en exil dans une ferme du Transvaal, où Dinuzulu meurt en 1913.

### Exil de Solomon
Son fils, Solomon, n'est jamais reconnu comme roi zoulou par les autorités sud-africaines, mais seulement comme un chef local. Cependant, il est de plus en plus considéré comme roi par les chefs, le peuple zoulou, et des intellectuels politiques comme John Langalibalele Dube. En 1923, il crée l'organisation Inkatha YaKwaZulu pour promouvoir ses aspirations royales, qui tombe par la suite dans l'oubli avant d'être ravivée dans les années 1970 par Mangosuthu Buthelezi. En décembre 1951, le fils de Solomon, Cyprian Bhekuzulu, est officiellement reconnu comme roi des Zoulous, mais le réel pouvoir sur le peuple zoulou est en fait détenu par des fonctionnaires blancs sud-africains qui travaillent avec les chefs locaux, ces derniers pouvant être destitués s'ils refusent de coopérer.

### Bantoustan du KwaZulu
En 1970 est créé le bantoustan KwaZulu dans le cadre de l'apartheid. La région est réintégrée dans l'Afrique du Sud en 1994 et compose aujourd'hui la province du KwaZulu-Natal.

### Romans
- Thomas Mofolo, Chaka: une épopée bantoue, Gallimard, 2010,  (ISBN 9782070129584)
- Philippe Morvan, Les Fils du Ciel, Calmann-Lévy, février 2021 (ISBN 978-2-7021-6742-7).

### BD
- Lilyan Kesteloot, Emilie SeronChaka, Chaka Zoulou: Fils du ciel, Casterman, 2010,  (ISBN 9782203022881)
- Georges Ramaïoli, la série Zoulouland, Soleil éditions